# コロノスのオイディプス
『コロノスのオイディプス』（古希: Οἰδίπους ἐπὶ Κολωνῷ、古代ギリシア語ラテン翻字: Oidípous epì Kolōnō̃ͅ、羅: Oedipus Coloneus）は、ソポクレス作のギリシア悲劇である。テーバイのかつての王オイディプスが放浪の末アテナイ近郊のコロノスの森にたどり着いたところから始まり、オイディプスの死に到るまでを描く。
運命に翻弄されたオイディプスは予言に従って復讐の女神エウメニデスの聖林に導かれ、そこを自らの墓所として望み、アテナイ王テセウスもこれを認めた。そしてこれを阻もうとする息子ポリュネイケスやテーバイの現在の王クレオンにもかかわらず、オイディプスはテセウスのみが見守る中、コロノスの地中深く飲み込まれていく。
なお、ソポクレスの現存作品では、
- 『オイディプス王』（紀元前429年 - 紀元前425年ごろ）
- 『コロノスのオイディプス』（紀元前401年）
- 『アンティゴネー』（紀元前441年ごろ）

の3作品がテーバイ王家の悲劇として密接な関連があり、時に三部作として扱われる。が、上記のように成立年代からして話の順序とは一致せず、アイスキュロスが好んだとされる三部作形式とは異なるものである。

## 物語
この劇に先立つ物語についてはオイディプス王やオイディプスを参照されたい。
舞台は、盲目で年老いたオイディプスが娘であるアンティゴネーに手を引かれて登場するところから始まる。彼らは乞食をしながら放浪し、コロノスのエウメニデスの神域の近くまでたどり着いたのである。そこにやってきた男に尋ねてそこが神域であると知ると、自分はここを動かぬつもりであること、王に使いして欲しいことを告げる。
そこにコロノスの老人たちに扮したコロスが登場、彼がオイディプスであることを告げられると、すぐに立ち去ることを要求する。これに彼が反論していると、そこに彼のもう一人の娘、イスメネーが現れる。故郷に残った彼女は、彼の息子たちが仲違いし、兄ポリュネイケスが追い出され、国外で味方を得たことを伝え、同時にオイディプスに関する神託が出たことを告げる。それによると、彼が死んだとき、その土地の守護神となるという。そのためオイディプスを追い出した王であるクレオーンは彼を連れ戻し、国の片隅に留め置くことを考えているという。オイディプスは彼を追い出した町、そして彼が追い出されるのを止めなかった息子たちへの怒りを口にする。コロスは王がくるまでとりあえず彼を受け入れる旨を述べる。
そこへ王テセウスがやってくる。彼はオイディプスの求めるものを問い、それに対してオイディプスは、自分の死後、ここに葬って欲しいこと、それによってこの地を守護することが出来ること、しかしクレオーンと息子たちが自分を求めていることを述べる。王は彼を受け入れることを告げる。
そこにクレオーンが出現。丁寧な言葉でオイディプスに帰国を促す。しかしオイディプスはこれに反論、両者は次第に激高し、ついにクレオーンは娘を奪ってゆく、すでに一人は捕らえ、次はこの娘だ、とアンティゴネーを引き立てる。オイディプスはコロスに助けを求め、コロスはクレオーンを非難する。そこへテセウスが現れ、クレオーンを非難し、娘たちを取り戻すことを宣言する。クレオーンは捨てぜりふを残して退散、娘たちは取り戻される。
すると今度は社によそ者が来ているとの通報、オイディプスに会いたがっているという。オイディプスはそれが自分の息子であると判断して、会うのを拒否するが、周囲の説得で会う。するとそれはやはりポリュネイケスであった。彼は自分が祖国を追い出されたこと、ドリスのアルゴスが味方してくれ、祖国に戦を仕掛けること、そのためにオイディプスに自分についてもらい、守護者となって欲しいことを述べる。彼はこれを全く聞き入れず、おまえは兄弟の手にかかって死ぬであろうとの呪いの言葉を述べる。アンティゴネーもポリュネイケスに説いて祖国を攻撃しないように言うが聞き入れず、彼も立ち去る。
このとき、天は急に荒れ、雹が降り、雷が鳴り響く。オイディプスは自分の終わりが近いことに気がつき、テセウスを呼びにやる。テセウスがくると彼は娘たちの先に立って神域に入る。これに付き従ってテセウスと従者も姿を消す。
その後、使者が現れ、オイディプスの最後の一部始終を語り、彼が死んだことを告げる。その後は二人の娘による嘆きで劇は終わる。

## 要点
この劇の一つの要点は「神との和解」である。オイディプスの伝説では、最初に示された神託がそもそも彼らの悲惨な運命を示すものであった。登場人物たちはそれぞれにそれを避けようと努力したにもかかわらず、すべてが実現してしまった。中でももっとも悲惨な運命を担ったのがオイディプスである。
ソフォクレスは神の道が人間ではどうにもならぬものであり、また神の采配は時に恐ろしく非情であることを書いてきた。しかし、この劇では神の側からオイディプスに対して和解が示されている。また、「オイディプス王」では自分の悲惨な運命を嘆くばかりであった主人公は、この劇では一貫して自己の正当性を主張する。父親を殺したのも正当防衛であったし、他の場合でもその時その時は最善の選択をした結果であり、そこに恥じるところはないと言い切っている。一般的な伝説ではオイディプスの死にこのような話はないようで、それだけに詩人の思い入れが強く働いているとも考えられる。
なお、オイディプスの息子のその後に関わる話は、アイスキュロスの「テーバイ攻めの七将」が有名である。

## 日本語訳
- 『コロノスのオイディプス』〈ギリシア悲劇全集 第2巻〉高津春繁訳、人文書院、1960年
- 『コロノスのオイディプス』 高津春繁訳、岩波文庫、1973年
- 『コロノスのオイディプス』〈ギリシア悲劇II ソポクレス〉高津春繁訳、ちくま文庫、1986年
  - 元版『世界古典文学全集 8　アイスキュロス・ソポクレス』
　筑摩書房、初版1964年、復刊2005年ほか、ISBN 4480203087
  - 別版『コロノスのオイディプス』〈世界文學大系（2） ギリシア・ローマ古典劇集〉高津春繁訳、筑摩書房、1959年
  - 別版『コロノスのオイディプス』〈筑摩世界文学大系（4） ギリシア・ローマ劇集〉高津春繁訳、筑摩書房、1972年
- 『コローノスのオイディプース』〈ギリシア悲劇全集3 ソポクレースI〉 引地正俊訳、岩波書店、1990年
- 『コローノスに於けるオイディープス』〈希臘悲壯劇 ソポクレース〉 田中秀央、内山敬二郎共訳、理想社、1941年
- 『コローノスのオイディプース』〈ギリシャ悲劇全集II〉 内山敬二郎訳、鼎出版会、1978年。上記を改訳
- 『コローノスのオイヂプウス』〈古典劇大系 第一巻 希臘編（1）〉 村松正俊訳、近代社、1925年
  - 『コローノスのオイヂプース』〈世界戯曲全集 第一巻・希臘編〉 村松正俊訳、近代社、1927年

## 翻案
- 『フェニキアの女たち』[1]-「セネカ悲劇集 1」大西英文訳、京都大学学術出版会〈西洋古典叢書〉、1997年

### 作品論
- 吉田敦彦『オイディプスの謎』青土社、1995年／講談社学術文庫、2011年。ISBN 4062920603